# 第19回シンガポール国際映画祭
第19回シンガポール国際映画祭は、2006年4月13日から4月19日までシンガポールで開催された。

## 受賞結果
- Best Asian Feature Film Category
  - 最優秀賞（Best Film Award）：「やわらかい生活」（廣木隆一）
  - 審査員特別賞（Special Jury Award）："Gie"（リリ・リザ）
  - 監督賞（Best Director Award）：ケルヴィン・トン（"Love Story"）
  - 俳優賞（Best Performance Award）：Elijah Castillo（"Pepot Superstar"）
  - 俳優賞（Best Performance Award）：Hanan Tork（Kiss Me Not on the Eyes）
  - 国際批評家連盟賞（NETPAC Award）："Todo todo teros"（John Torres）
  - 国際批評家連盟賞（NETPAC Award）："Take Father Home"（イン・リャン）
- Best Singapore Short Film Category
  - 作品賞：Quietly（Oon Jit Fong）
  - 監督賞（Best Director Award）：Kam Leong Huat（"Di/Little Brother"）
  - 審査員特別賞（Special Jury Award）："10 Minutes Later"（Kirsten Tan Keng Ing）
  - 特別功労賞（Special Achievement Award）："Where Is Singapore?"（ケリー・リン）

## 審査員
- ミシェル・クレイフィ（映画監督）
- Lee Meily（撮影監督/フィリピン）
- Goh Meng Hing（撮影監督/シンガポール）

## エピソード
- 廣木隆一監督の「やわらかい生活」が参加。
- 女池充監督の「花井さちこの華麗な生涯」が参加。
- 山岡信貴監督の「ソラノ」が参加。
- 園子温監督の「紀子の食卓」が参加。
- 川本喜八郎監督の「死者の書」が参加。
- 西澤昭男監督の「NITABOH?仁太坊・津軽三味線始祖外聞」が参加。
- 佐藤真監督の「Out Of Place」が参加。
- 熊坂出監督の「珈琲とミルク」が参加。
- 岨手由貴子監督の「コスプレイヤー」が参加。
- 亀井亨監督の「QUESTION」が参加。